# Oligia mactatoides
Oligia mactatoides là một loài bướm đêm trong họ Noctuidae.